# Tranquility Base Hotel & Casino
Tranquility Base Hotel & Casino és el sisè àlbum d'estudi de la banda de rock anglesa Arctic Monkeys, llançat l'11 de maig de 2018 per Domino Records.
El disc va ser compost pel vocalista de la banda, Alex Turner, en un piano Steinway Vertegrand a la seva casa de Los Angeles, sent produït un any més tard per ell mateix i James Ford, entre les ciutats de Los Angeles, París i Londres. L'àlbum també compta amb la col·laboració de múltiples artistes convidats, incloent-hi Tom Rowley, Loren Humphrey, James Righton, Zach Dawes, Tyler Parkford i Cam Avery.

## Títol i portada
El títol de l'àlbum fa referència al nom amb el qual Neil Armstrong i Buzz Aldrin van batejar a la zona d'aterratge de la missió de l'Apol·lo 11, l'any 1969. Aquell lloc va ser anomenat Tranquility Base, en referència al fet que van realitzar l'allunatge en la Mar de la Tranquil·litat.
El disseny de la portada va ser dissenyat per Alex Turner usant cartó ploma i una màquina de cinta Revox A77. Turner va afirmar que la majoria de les portades dels discos de la banda no representaven el que realment signifiquen les cançons, i per a això va voler desenvolupar un disseny d'acord amb els sentiments que conté l'àlbum en si. Va començar dibuixant un hexàgon, en referència al sisè àlbum d'estudi de la banda. Segons Turner, la inspiració més gran va ser una fotografia del departament artístic de la producció de 2001: una odissea de l'espai on al lobby de l'Hotel Hilton en la Space Station V es pot veure un model de l'estació, per la qual cosa Turner volia portar aquest mateix concepte al Tranquility Base, no important tant com lluiria el lloc, sinó com lluiria el model en el lobby de l'Hotel Tranquility Base. Per al disseny, va inspirar-se en els arquitectes Eero Saarinen i John Lautner, arribant a sentir-se "bastant consumit" pel procés. Per acabar, va col·locar un rètol giratori, ja que mentre conduïa per Los Angeles va veure un rètol similar d'un lloc anomenat "House of Pies"

## Estil musical i influències
Tranquility Base Hotel & Casino s'allunya del constant ús de guitarres dels àlbums anteriors d'Arctic Monkeys, com a resultat de l'ús majoritari del piano d'Alex Turner a l'hora de compondre. L'àlbum ha estat catalogat com a pop psicodèlic, lounge, pop espacial i glam rock. Aquest disc posseeix fortes influències del jazz, així com del soul, el prog, el funk, el pop francès i les bandes sonores dels 60. El seu so ha estat descrit com a «tènue, però càlid i clàssic en la forma en què els músics que usen consoles de mescles antigues aspiren a tenir», i també «luxuriós i claustrofòbic».
Les cançons melòdiques presenten progressions d'acords poc convencionals, i a vegades arriben a abandonar la tradicional estructura de vers i cor. També destaca la poca quantitat de hooks distintius. Instrumentalment, incorpora sintetitzadors vintage i teclats que evoquen el space age pop. Alguns dels teclats que s'utilitzen a l'àlbum són l'òrgan, el piano, el clavecí i la cítara, a més de l'Orchestron, els Farfisa i el Rocksichord de RMI. També s'hi poden trobar guitarres baríton i lap steel, a més de les guitarres elèctriques i acústiques típicament utilitzades per la banda. També s'hi utilitzen alguns d'instruments de percussió menys convencionals, com ara timbales rotatòries i vibràfons.

## Enregistrament
Gravat entre Los Angeles, París i Londres, va ser produït per James Ford i Alex Turner. Inicialment, va ser ideat com a disc solista de Turner, perquè era molt bàsic (inicialment estava pensat per a només piano i veus), allunyant-se de l'essència d'Arctic Monkeys.
Un comunicat de premsa va afirmar que la banda "exploraria nous terrenys musicals" en el registre i que "pujaria l'aposta". Se l'ha descrit com "un àlbum audaç i brillant que reflecteix la visió creativa cada vegada més completa de Turner". Segons un llistat d'un detallista de música alemany, l'àlbum compta amb el teclista en viu de la banda Tom Rowley, al bateria Loren Humphries, així com a James Righton de Klaxons / Xoc Machine, Zach Dawes i Tyler Parkford de Mini Mansions i el baixista de Tame Impala Cam Avery.

## Llançament
El 5 d'abril del 2018, després de gairebé 5 anys desde el seu anterior àlbum, AM, Arctic Monkeys va anunciar oficialment el seu nou àlbum, titulat Tranquility Base Hotel & Casino, a través d'un curt vídeo dirigit per Ben Chappell que mostrava un model de l'art de la portada de l'àlbum i incloïa alguns sons que pertanyien del disc. L'àlbum va ser llançat l'11 de maig de 2018.
Juntament amb el llançament del disc, Arctic Monkeys van arrancar una gira internacional que va començar el 22 de maig a Hollywood, EE.UU.

## Recepció

### Crítica
Tranquility Base Hotel & Casino va rebre majoritàriament ressenyes favorables per part de la crítica especialitzada. No obstant això, va causar reaccions mixtes per part dels fans degut al seu so diferent. A Metacritic, que assigna una variable estandarditzada de 100 per a puntuar obres populars, l'àlbum va rebre una puntuació total de 76, basada en 32 ressenyes.
Thomas Smith de NME assenyalaria que l'àlbum probablement dividiria als oients, descrivint-lo com «l'enregistrament més intrigant de la banda fins a aquest dia». A la revista Q, Niall Doherty el va descriure com «un àlbum estrany i fascinant, que gairebé se sent com si Arctic Monkeys s'haguessin embarcat com a banda en un projecte altern». Roisin O'Connor de The Independent el categoritzaria com a «creatiu, intrigant i completament diferent».

### Comercial
| País                                         | Millor posició |
| Austràlia (ÀRIA)                             | 1              |
| Àustria (Ö3 Àustria)                         | 3              |
| Bèlgica (Ultratop Flandes)                   | 1              |
| Bèlgica (Ultratop Valònia)                   | 1              |
| Dinamarca (Hitlisten)                        | 2              |
| Escòcia (OCC)                                | 1              |
| Espanya (PROMUSICAE)                         | 1              |
| Estats Units (Billboard 200)                 | 8              |
| Estats Units (Billboard Top Rock Albums)     | 1              |
| França (SNEP)                                | 2              |
| Grècia (IFPI)                                | 1              |
| Irlanda (IRMA)                               | 2              |
| Països Baixos (Album Top 100)                | 1              |
| Portugal (AFP)                               | 1              |
| Regne Unit (OCC Official Albums)             | 1              |
| Regne Unit (OCC Official Independent Albums) | 1              |
| Suècia (Sverigetopplistan)                   | 8              |
| Suïssa (Schweizer Hitparade)                 | 1              |

## Vídeos musicals
Tres dies després del llançament de l'àlbum es va publicar el vídeo musical «Four Out of Five» al canal de Youtube oficial de la banda. Va ser dirigit per Ben Chappell i Aaron Brown. El vídeo té una gran influència estètica de la filmografia de Stanley Kubrick i de Welt am Draht de Rainer Werner Fassbinder. Gran part del vídeo va ser gravat al castell de Howard, localització que també va ser part de la pel·lícula de Kubrick Barry Lyndon.

## Personal
Crèdits adaptats de les notes d'àlbum.
Arctic Monkeys
- Alex Turner – veu ((totes les cançons)), cors ((1-10)), orgue (1-7, 9, 10), piano ((1), 2, 4-7, 9, 10), guitarra (1, 2, 5-7, 9, 10), baix ((4-10)), Orchestron (1, 2, 4), sintetitzador (7, 10), guitarra barítona (1), cítara (1), clavecí (4), guitarra acústica (6), bateria (10)
- Jamie Cook – guitarra ((1, 3), 2, 4-9, 11), lap steel (1, 3), guitarra acústica (5), guitarra barítona (10)
- Nick O'Malley – baix (1-3, 9, 11), cors (1, 2), guitarra (7), guitarra barítona (8)
- Matt Helders – bateria (1-3, 6, 7, 9, 1), timbales rotatòries (1), cors (1), sintetitzadors (8), Farfisa ((8))

| Músics Adicionals - James Ford – sintetizador (4-6, 9, 10), bateria (1, 4, 7), percussió(1, 5, 6), Orchestron (2, 4, 6), vibráfono (1, 2), pedal steel (1, 11), guitarra acústica (3, 6), piano (8, 11), Farfisa (1), Rocksichord (1), guitarra baríton(1), clavecí(4), programació de sintetitzador (4), timbales rotatorios (6), órgano (9) - Tom Rowley – guitarra (5, 8), guitarra elèctrica (3, 6), guitarra acústica (5, 8), piano (7, 9), guitarra amb fuzz (3), solo de guitarra elèctrica (6), solo de guitarra acústica y baríton(11) - Zach Dawes – guitarra baríton(3), piano (7) - Tyler Parkford – piano (3), Farfisa (7) - Evan Weiss – guitarra acústica (3, 7) - Loren Humphrey – bateria(6, 8, 9, 11) - James Righton – Wurlitzer (6, 8, 11) - Josephine Stephenson – piano (6, 8, 11) - Cam Avery – cors(9) Tècnic - James Ford – producció, enginyeria(Londres), mescla - Alex Turner – producció, enginyeria(Lunar Surface, Los Ángeles) - Jimmy Robertson – enginyeria(La Frette, París) - Nico Quéré – enginyeria(La Frette, París) - Anthony Cazade – enginyeria(La Frette, París) - Jonathan Ratovoarisoa – enginyeria(La Frette, París) - Michael Harris – enginyeria(Vox, Los Ángeles) - Loren Humphrey – enginyeria(Lunar Surface, Los Ángeles) Artístic - Alex Turner – portada - Matthew Cooper – disseny - Zackery Michael – fotografia - Ben Chappell – retrats, fotografia adicional |